# نشان ملی بوتان
نشان ملی بوتان (دزونگخا: རྒྱལ་ཡོངས་ལས་རྟགས་؛ ویلی: rgyal-yonggs las-rtags) چندین عنصر از پرچم بوتان و هنر دارای نمادهای بودایی زیادی است.
این نشان توسط یک هنرمند مغولی به سفارش آشی تاشی دورجی، خواهر ملکه مادربزرگ طراحی شده است. دورجی (به سانسکریت: Vajra) سلاحی بود که توسط گورو رینپوچه (پادماسامباوا) برای سرکوب ارواح شیطانی استفاده می‌شد.
توضیحات رسمی این نشان به شرح زیر است:
نشان ملی، که در یک دایره قرار دارد، از یک واجرا تشکیل شده است که بالای یک لاله مردابی قرار گرفته است، که توسط یک گوهرسنگ جواهر پوشانده شده است. و توسط دو اژدها قاب شده است. صاعقه نشان‌دهنده هماهنگی قدرت سکولار و مذهبی است.
 لاله مردابی نماد پاکی است. جواهر بیانگر قدرت حاکمیت است. و دو اژدها، نر و ماده نام کشوری هستند که با صدای بلند خود، تندر اعلام می‌کنند.